# Crush (livro de poesia)
Crush (2005) é uma coleção de poesia do poeta americano Richard Siken, publicado pela Yale University Press, sendo sua obra de estreia. O livro foi premiado com o Yale Series of Younger Poets de 2004.

## Temas
A coleção de poemas contempla a paixão, intimidade, perda e luto. Siken teve como elemento de inspiração a morte de seu namorado no início dos anos 1990.
O poema de abertura, Scheherazade (o título faz referência a personagem de As Mil e Uma Noites ), insinua a inevitabilidade como um presságio por sua própria natureza. A obra coloca o leitor como cúmplice de suas relações. Louise Glück, observa em sua resenha sobre o poema: "Diga-me, diz o poeta, a mentira de que preciso para me sentir segura e diga-me com sua própria voz, para que eu acredite em você. Mais um conto para se manter viva."

## Crítica
Victoria Chang, no The Huffington Post, elogiou o poeta por escrever com "brilho e urgência cinematográfica".
Nicole Catarino escreveu no Long River Review que o "livro é bruto; é afetuoso, tanto como um abraço quanto como uma ferida, e cada poema deixa você sem fôlego como um soco no plexo solar emocional."
No prefácio de Crush, Louise Glück escreveu que os poemas continham "poder cumulativo, impulsionador, apocalíptico [e] imprudência purgatorial", e que "livros desse tipo sonham alto[...] Eles restauram à poesia aquele senso de momento e elocução crucial, que pode de fato ser o grande gênio da forma."

## Indicações
- Yale Series of Younger Poets (vencedor)
- National Book Critics Circle Award (finalista)
- Prêmio Literário Lambda (finalista)
- Prêmio Thom Gunn (finalista)